# 田代村 (岐阜県恵那郡)
田代村（たしろむら）は、かつて岐阜県恵那郡にあった村である。
現在の恵那市山岡町田代に該当する。

## 大字・字
- 大字:無し
- 字:與助畑、青木、張切、馬留、蔭曳、大日向、檜ケ峯、留守ケ洞、下留守ケ洞、水口、中沼、薬師前、湯舟、廣瀬、下ケ洞、小田代、横平、石神下、五斗代、鳶ケ巣、東山、向田、坂の尻、池ケ洞、下そうれい、上の畑、中畝、上屋敷、大平、清水戸、洞山、奥小屋、笹平、花立、川平、西山、郭好

## 歴史
- 平安時代は遠山荘の淡気郷の一部。
- 鎌倉時代〜戦国時代は明知遠山氏の領地。
- 江戸時代は旗本・明知遠山氏の知行地。
- 1889年（明治22年）7月1日 - 町村制により田代村が発足。
- 1897年（明治30年）4月1日 - 原村、釜屋村、下手向村と合併し、鶴岡村が発足。同日田代村は廃止。